# Anne McIntosh
Anne McIntosh (n. 20 septembrie 1954) este un om politic britanic, membru al Parlamentului European în perioadele 1989-1994 și 1994-1999 din partea Regatului Unit.
1. 1 2 3 4  TheyWorkForYou
2. 1 2  Deputații în Parlamentul European